# Pyramidion

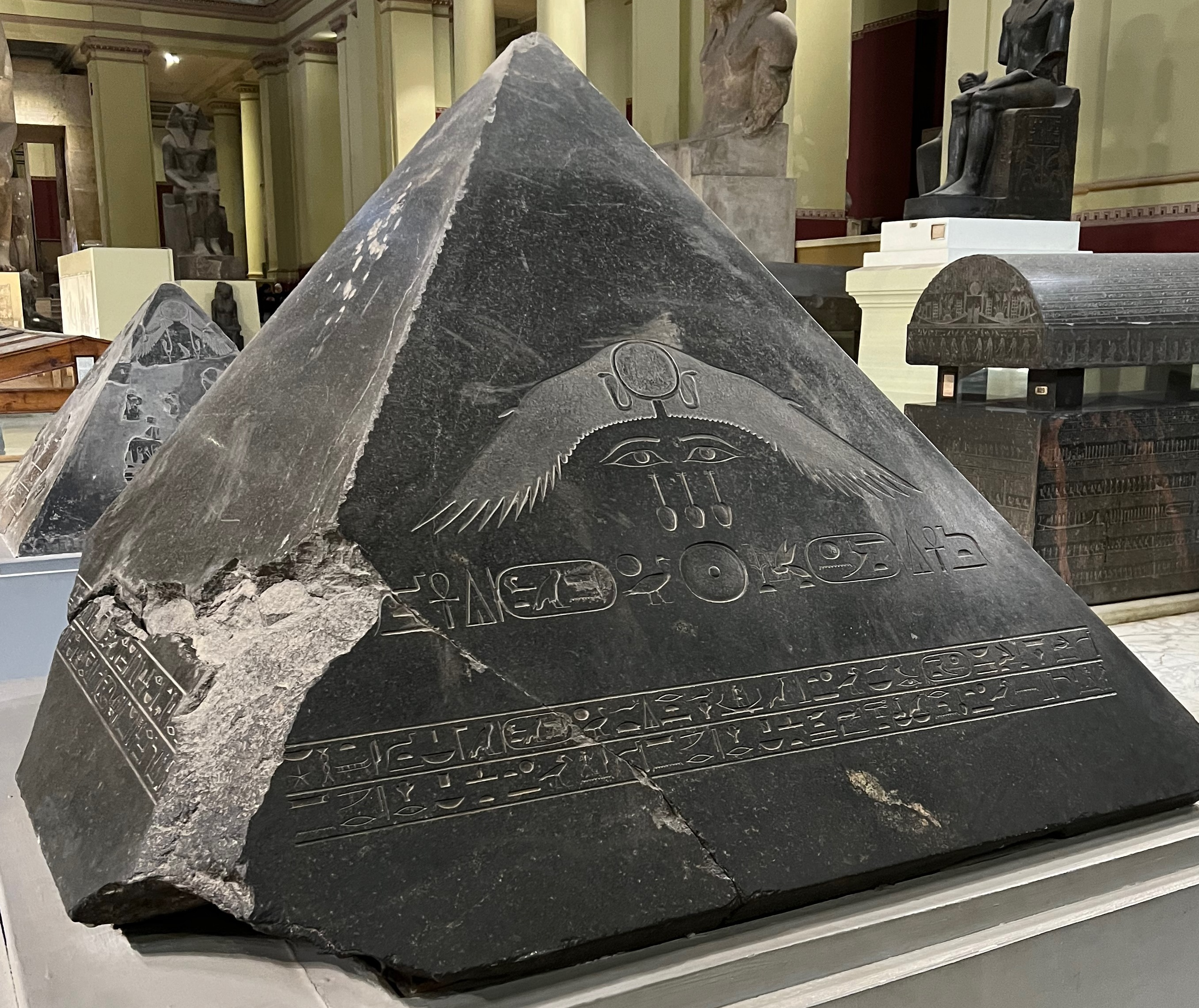
Pyramidion della piramide di Amenemhat III a Dahshur presso il Museo egizio del Cairo

Il pyramidion (accentato pyramìdion) nell'Antico Egitto è la cuspide piramidale monolitica delle piramidi e degli obelischi che rappresentava la sacra pietra benben.

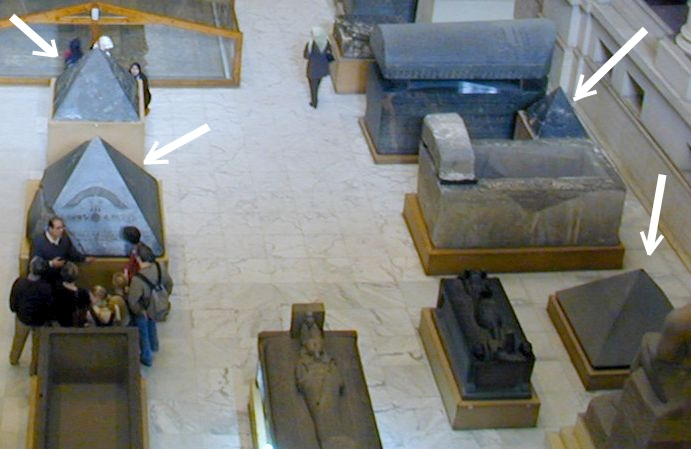
La sala principale del Museo egizio del Cairo, con quattro pyramidion in granito nero, indicati dalle frecce bianche

Erano costituiti nell'Antico Regno, da materiali rari come la diorite o il nero basalto che creavano così un forte contrasto policromo con il bianco calcare di rivestimento.

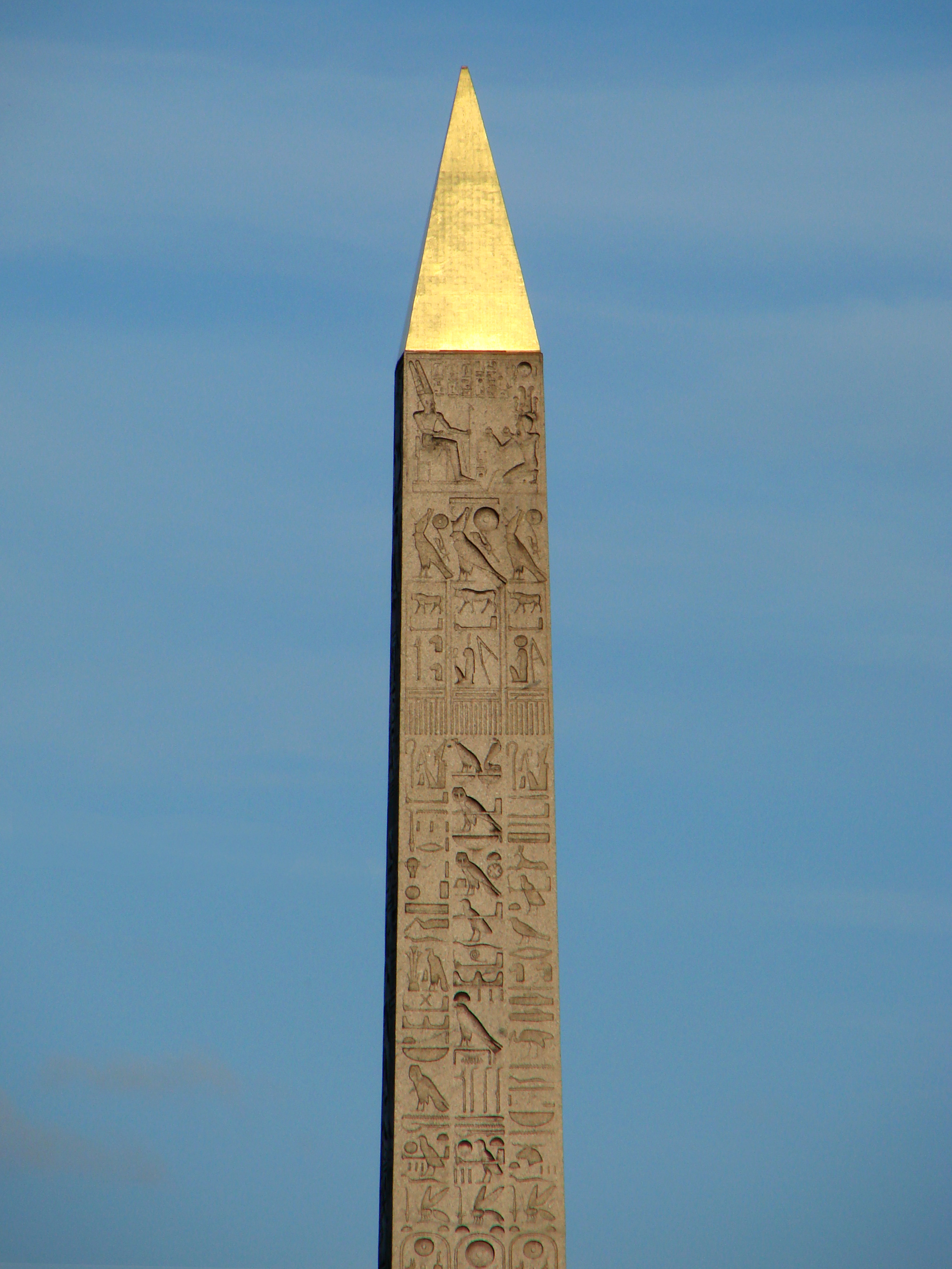
Il pyramidion dorato che fa da cuspide dell'obelisco di Place de la Concorde a Parigi

Durante il Medio Regno veniva usato il granito con iscrizioni geroglifiche. Il più famoso è quello di Amenemhat III proveniente dalla piramide nera di Dahshur, conservato al museo del Cairo e decorato con geroglifici, con il disco solare alato e con due urei. Tra le ali del sole vi sono due occhi, simbolo della bellezza di Ra nascente mentre sotto vi sono incisi anche i cartigli e le formule di vita eterna.
Nelle piramidi del Nuovo Regno di Deir el-Medina i pyramidion avevano tutte e quattro le facce decorate con scene di culto solare e con il defunto in adorazione di Ra ma erano fatti sempre di calcare locale, proveniente da Tura, come quello frammentario rinvenuto presso la tomba di Sennedjem. Il pyramidion della piramide di Cheope doveva pesare circa 7 tonnellate.
Quello degli obelischi, più piccolo, era spesso senza iscrizioni e ricoperto con lamine d'oro, elettro o rame dorato come quello di Niuserra ad Abu Gurab che brillava di vivida luce illuminato dai raggi del sole.

Pyramidion di Ramose, da Deir el-Medina, tra il 1292 e il 1190 a.C. Nuovo Regno. Pietra calcarea. Museo Egizio, Torino.